# 63463 Calamandrei
63463 Calamandrei è un asteroide della fascia principale. Scoperto nel 2001, presenta un'orbita caratterizzata da un semiasse maggiore pari a 2,412593 UA e da un'eccentricità di 0,123992, inclinata di 5,108948° rispetto all'eclittica.
Nel maggio del 2024, l'Unione Astronomica Internazionale ha ufficialmente intitolato l'asteroide all'astronomo amatore e medico Marco Calamandrei; il profilo del corpo celeste sul portale del Jet Propulsion Laboratory, affiliato alla NASA, è stato aggiornato di conseguenza.